# Schola Cantorum Cantate Domino
De Schola Cantorum Cantate Domino is een Vlaams knapenkoor dat door kanunnik Michaël Ghijs (1933 - 2008) in 1960 werd opgericht en verbonden is aan het Sint-Maarteninstituut (het "Klein College") te Aalst. Het knapenkoor wordt versterkt met mannenstemmen. Het koor brengt een voornamelijk religieus repertoire.

## Michaël Ghijs
Mede door de gedrevenheid van Michaël Ghijs verwierf dit knapenkoor internationale bekendheid. Het koor gaf voorstellingen in vele Europese centra maar ook onder meer in de Verenigde Staten, Egypte, Taiwan, Venezuela, India en Rusland.
Het knapenkoor verzorgde ook verschillende producties onder dirigenten zoals Claudio Abbado, Pierre Bartholomée en Philippe Herreweghe. Van 1994 tot 1997 voerde het koor de titel van Cultureel Ambassadeur van Vlaanderen.
Michaël Ghijs was met de Schola Cantorum Cantate Domino verscheidene malen te gast in het Vaticaan, waar ze in audiëntie werden ontvangen door Paus Johannes Paulus II.

## David De Geest
In 2008 nam David De Geest de leiding over na het overlijden van Ghijs.
Als gastdirigent dirigeerde David The Choir of New College Oxford, het Dresdner Kreuzchor, het Giovanile Arcantico orkest van Milaan, het Orpheus kamerorkest van Bulgarije, de Schola Cantorum van Mexico, Miyagi Sanjo OG Choir Japan en de kinderkoren van Tokorozawa en Wakayama, Japan. Hij werkte samen met dirigenten als Jos van Immerseel, Edward Higginbottom, Roderich Kreile, PierAngelo Pelucchi, Kanezo Kori, Tsutomu Masuko, Claire Gibault en Gabriel Garrido.
Hij dirigeerde hoofdzakelijk werken voor koor en orkest zoals Charpentiers ‘Te Deum’, Vivaldi’s ‘Gloria’ (RV 589), Bachs cantate ‘Singet dem Herrn ein neues Lied’, Händels ‘Coronation Anthems’, Mozarts ‘Trinitatismesse’, ‘Krönungsmesse’ & ‘Requiem’ en Haydns ‘Nelsonmesse’.
David dirigeerde de Schola Cantorum Cantate Domino in Nederland, Frankrijk, Duitsland, Bulgarije, Portugal, Mexico, Italië, het Vaticaan (audiëntie paus emeritus Benedictus XVI), Japan (Saint Mary Cathedral Tokio, Seinen Bunka Center Sendai) en Zuid-Korea (Seoul Arts Center, KBS Hall Seoul, Suseong Artpia Daegu, Sori Arts Center Jeonju). In België dirigeerde hij in BOZAR in het kader van europalia.china, alsook meermaals voor de Koninklijke Familie: in de Brusselse Kathedraal naar aanleiding van het 20-jarig overlijden van koning Boudewijn, en in het Koninklijk Kasteel van Ciergnon ter gelegenheid van de doopplechtigheid van prinses Eléonore en de Eerste Communieviering van prinses Laetitia.
Op 23 februari 2015 diende De Geest zijn ontslag in als dirigent van de Schola Cantorum Cantate Domino. Hij dirigeerde gedurende 7 jaar.

## Andries De Winter
Andries De Winter (°Dendermonde, 1978) werd op 10-jarigeleeftijd lid van Cantate Domino waar hij de liefde voor koorzang meekreeg van dirigent en inspirator Kanunnik Michaël Ghijs. Hij leerde, zoals zovele zangers voor en na hem, het religieuze en profane repertoire kennen van componisten uit alle tijdperken van de klassieke muziek: van da Palestrina en Monteverdi tot Bernstein en Webber.
Aan de academies van Denderhoutem, Meerbeke en Ninove volgde hij onder meer notenleer, trompet, piano, muziekgeschiedenis en algemene muziektheorie.
In 2000 behaalde hij het diploma van licentiaat in de Godsdienstwetenschappen aan de KULeuven. Tijdens zijn studies legde hij zich bij vocaal ensemble Thamyris, o.l.v. Stratton Bull, toe op de studie van renaissance koormuziek. Hier werd zijn interesse voor oude muziek nog verder gevoed.
In september 2000 ging hij op zijn oude school aan de slag als godsdienstleraar, eerst in het TSO en nadien ook in het ASO.
Als oud-zanger van Cantate Domino en leraar aan het college bleef hij lange tijd actief bij het begeleiden van repetities en het ondersteunen van het koor waar nodig.
In januari 2011 werd hij dirigent van het Ninoofse amateurgezelschap Fenikskoor en samen met deze enthousiaste groep werden tal van concerten en projecten op poten gezet, met meer dan bevredigend resultaat.
Sinds het voorjaar van 2015 dirigeert hij Cantate Domino. 
Gesteund door de zangers, oud-zangers en de hele structuur rond het koor, gaat hij op zoek naar de kern van het samen zingen, in de geest van de stichter-bezieler Kanunnik Michaël Ghijs. De interesse voor koorzang, religieuze muziek en het plezier dat er aan te beleven valt doorgeven aan nieuwe generaties jongeren, blijft de hoofdbekommernis van Cantate Domino.